# 海托華斯鎮區 (北卡羅萊納州卡斯韋爾縣)
海托華斯鎮區（英語：Hightowers Township）是位於美國北卡羅萊納州卡斯韋爾縣的一個鎮區。

## 地方資料
海托華斯鎮區的面積為130.01平方千米，皆為陸地。根據2020年美國人口普查的數據，當地共有人口1617人，而人口密度為每平方千米12.44人。